# Calochilus kalaru
Calochilus kalaru är en orkidéart som beskrevs av David Lloyd Jones. Calochilus kalaru ingår i släktet Calochilus och familjen orkidéer.
Artens utbredningsområde är New South Wales. Inga underarter finns listade i Catalogue of Life.